# Lizardo Benítez
Lizardo Benítez Correa (* 4. September 1977) ist ein kubanischer Straßenradrennfahrer.
Lizardo Benítez gewann 2004 eine Etappe bei der Vuelta a Cuba. Im nächsten Jahr gewann er mit seinen Teamkollegen das Mannschaftszeitfahren bei der Vuelta Ciclista a León. Außerdem wurde er kubanischer Vizemeister im Straßenrennen. In der Saison 2006 belegte bei der nationalen Meisterschaft den dritten Platz. 2007 gewann Benítez die zwölfte Etappe der Vuelta a Cuba nach Pinar del Río.

## Erfolge
2004
- eine Etappe Vuelta a Cuba

2005
- Mannschaftszeitfahren Vuelta Ciclista a León

2007
- eine Etappe Vuelta a Cuba